# Paris-Roubaix Femmes
Paris-Roubaix Femmes és una cursa ciclista femenina d'un dia celebrada al nord de França que destaca pels sectors de llambordes (pavé) que han de superar les seves corredores. Forma part de l'UCI Women's WorldTour. Es va crear el 2020, tot i que la primera edició no es va poder celebrar fins a l'any següent. Se celebra anualment a l'abril la vigília de la seva homòloga masculina i és considerada un dels 5 monuments ciclistes. De fet, després del Tour de Flandes i la Lieja-Bastogne-Lieja, és el tercer "Monument" que va organitzar una edició femenina.

## Història
La creació de la versió femenina de la París-Roubaix es va anunciar el 2020, en una iniciativa de l'UCI en col·laboració amb Amaury Sport Organisation, l'organitzador de la París-Roubaix. La primera edició s'hagués hagut de celebrar el 2020; però, a causa de la pandèmia de COVID-19, es va suspendre i es va endarrerir al 2021.
Així doncs, 125 anys després de la creació de la Paris-Roubaix, la primera edició de la Paris-Roubaix Femmes va tenir lloc el 2 d’octubre de 2021. Després d’una escapada solitària de 80 km, Elizabeth Deignan va esdevenir-ne la primera vencedora. Marianne Vos i Elisa Longo Borghini van completar el podi.

## Recorregut

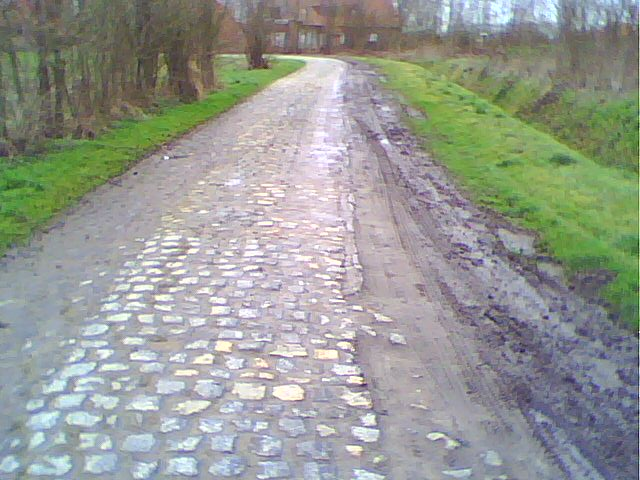
Tram de llambordes del Carrefour de l'arbre

La sortida de la cursa és a Denain, localitat al voltant de la qual les ciclistes donen diverses voltes a un circuit. Posteriorment, emprenen el camí cap a Roubaix seguint els darrers 85 quilòmetres de l'edició masculina, en un trajecte que compta amb 17 trams de llambordes, entre els quals el de Mons-en-Pévèle i Le Carrefour de l'Arbre, considerats de màxima dificultat; però, en canvi, no inclou la Trouée d'Arenberg, tram també de cinc estrelles. L'arribada és al velòdrom de Roubaix. La distància recorreguda va incrementar-se durant les primeres edicions, si bé els kilòmetres sobre pavé es van mantenir en els 29,2 finals pels quals també circulen els homes.
El 2023, els organitzadors de la prova van indicar que estudiarien si era segur incloure el tram de la Trouée d'Arenberg. Consideraven que, en ser molt proper a la sortida de la prova, era "massa perillós"; però que no descartaven passar-hi en un futur.

## Palmarès
| Any  | Vencedora            | Segona        | Tercera              |
| ---- | -------------------- | ------------- | -------------------- |
| 2021 | Lizzie Deignan       | Marianne Vos  | Elisa Longo Borghini |
| 2022 | Elisa Longo Borghini | Lotte Kopecky | Lucinda Brand        |
| 2023 | Alison Jackson       | Katia Ragusa  | Marthe Truyen        |
| 2024 | Lotte Kopecky        | Elisa Balsamo | Pfeiffer Georgi      |
| 2025 |                      |               |                      |

## Controvèrsia
La comparació dels premis econòmics pagats a les corredores de la primera edició de la París-Roubaix Femmes –gairebé vint vegades menys que les rebudes pels seus homòlegs masculins– va provocar una gran polèmica. Marion Clignet, presidenta de l'Associació Francesa de Corredores Ciclistes, va declarar que no era normal i que les primes eren ridícules. El 2021, la vencedora de la primera edició va guanyar 1.535 euros, mentre que vencedor masculí en va percebre 30.000. El total de les primes d'aquesta primera edició fou de 7.005 euros per les dones contra 91.000 euros pels homes. ASO digué que comptava amb la presència futura de nous patrocinadors per a superar aquesta bretxa.
En efecte, la segona edició va millorar la dotació econòmica per a les corredores, gràcies al patrocini nominal de Zwift; però les quantitats seguien essent inferiors que per la cursa masculina. En aquest sentit, mentre que la vencedora (Elisa Longo Borghini) va percebre 20.000€ pel seu triomf, el seu homòleg masculí (Dylan van Baarle) en va rebre 30.000. Així mateix, la dotació total per a la prova femenina era de 50.000€, mentre que per a la masculina n'eren 90.000.